# Melanocharacidium pectorale
Melanocharacidium pectorale är en fiskart som beskrevs av Buckup, 1993. Melanocharacidium pectorale ingår i släktet Melanocharacidium och familjen Crenuchidae. Inga underarter finns listade i Catalogue of Life.